# Zillur Rahman
Pour les articles homonymes, voir Rahman (homonymie).
Ne doit pas être confondu avec Ziaur Rahman.
Mohammad Zillur Rahman (en bengali জিল্লুর রহমান), né le 9 mars 1929 à l'upazila de Bhairab, dans le district de Kishoreganj, et mort le 20 mars 2013 à Singapour, est un homme politique bangladais, dirigeant historique du parti au pouvoir au Bangladesh, la Ligue Awami.

## Biographie
Secrétaire général de la Ligue Awami à partir de 1972, Zillur Rahman est élu au Parlement l'année suivante. En 1975, après l'assassinat du cheikh Mujibur Rahman, il est arrêté et passe quatre ans en prison. Il revient en politique en tant que ministre du gouvernement dirigé par Hasina Wajed entre 1996 et 2001.
Sa femme Ivy est tuée en août 2004 après avoir été mortellement blessée lors d'une attaque à la grenade contre un rassemblement de la Ligue Awami, au cours de laquelle une vingtaine d'autres personnes sont tuées.
Rahman dirige en second la Ligue Awami, lorsqu'il est élu président de la République le 11 février 2009 et prend ses fonctions le lendemain.
Le 10 mars 2013, il est hospitalisé pour des problèmes respiratoires à Singapour, où il meurt dix jours plus tard dans l'exercice de ses fonctions.